# سوفی آلور
سوفی آلور (به انگلیسی: Sophie Alour) ۲۴ دسامبر ۱۹۷۴ یک نوازنده جاز فرانسوی است که ساکسیفون، کلارینت و فلوت می‌نوازد. آلور در ۱۳ سالگی نواختن کلارینت را در مدرسه موسیقی کویمپر شروع کرد. هنگامی که او ۱۹ ساله بود شروع به نواختن ساکسیفون کرد، بیشتر خودآموخته، همراه با دوره‌های آموزشی در سی آی ام در پاریس، و آی ای سی پی.در سال ۲۰۰۵ او اولین آلبوم انفرادی خود «جزیره نشین» را در نوکتورن منتشر کرد، عمدتاً با آهنگ‌های خودش و با گیتاریست هوگو لیپی، امانوئل بکس، استفان بلموند. در تیم الکترو-بیگ با بنجامین روی «قاتل دی جی» و «در جایی که هستید باشید» با پیانیست الکساندر سادا. در سال ۲۰۰۷ آلبوم «بدون قفس» با پیانیست لورن کوک، گیتاریست سباستین مارتل، یونی زلنیک باس عمودی و کارل یانوسکا. در سال ۲۰۱۰، او آلبوم سه‌گانه خود را با نام اپوس ۳ منتشر کرد، در سال ۲۰۱۲ آلبوم پنج نفری «جغرافیای رویاها» (با ویبرافون استفان کاراکی، ترومپت یوان لوستالوت و هورن فلوژل، آلور در کلارینت باس، کلارینت و تنور ساکسیفون، نیکولا و ساکسیفون تنور، نیکولا. طبل). در سال ۲۰۱۱ او در آلبوم «بهانه ها» اثر کریستوف دال ساسو نواخت. در سال ۲۰۱۳، آلبوم «تکان دهنده» با نوازنده ارگ فردریک ناردین و درامر فردریک پاسکوا منتشر شد.

## سبک
سوفی آلور که در نوجوانی روی کلارینت آموزش دیده بود، در سه آلبوم اول خود برای بیان خود ساکسیفون تنور را انتخاب کرد. در آلبوم جغرافیای رؤیاها، او برای اولین بار قطعات خاصی را بر روی بیس کلارینت تفسیر می‌کند، رویکرد دیگری که شیوه بیان او را کامل می‌کند. با ضبط سه‌گانه، کوارتت یا پنج‌تایی، قطعاتی که او اجرا می‌کند می‌تواند به‌طور کامل یا جزئی ساخته شود، همچنین فضایی را برای بداهه‌پردازی برای گروه، بدون تلاش برای بازتولید کدها یا فرمت‌های معمول جاز فراهم می‌کند. ویژگی نوازندگی ساکسیفون او با حالتی اغلب ژست، یک حرکت ساده بدون تاب خوردن یا ضربه به چانه است. نویسنده فیلیپ کارلز اشاره می‌کند که او «در باس زیبا راحت است» و صدای ساز خود را «آرام اما هرگز خالی از دانه» می‌داند.

## افتخارات
- ۲۰۰۷: جایزه استعداد جنگو طلای فرانسه را دریافت کرد.[۶][۷]

## دیسکوگرافی
- ۲۰۰۵: جزیره‌نشین
- ۲۰۰۷: بدون قفس
- ۲۰۱۰: اپوس ۳
- ۲۰۱۲: جغرافیای رؤیاها
- ۲۰۱۴: تکان دهنده
- ۲۰۱۸: زمان برای عشق
- ۲۰۲۰: شادی (با محمد ابوزکری، دیمین آرجنتیری، فیلیپ آئرتس، دونالد کونتومانو و وسیم حلال)